# Höhere Technische Bundeslehr- und Versuchsanstalt Wiener Neustadt

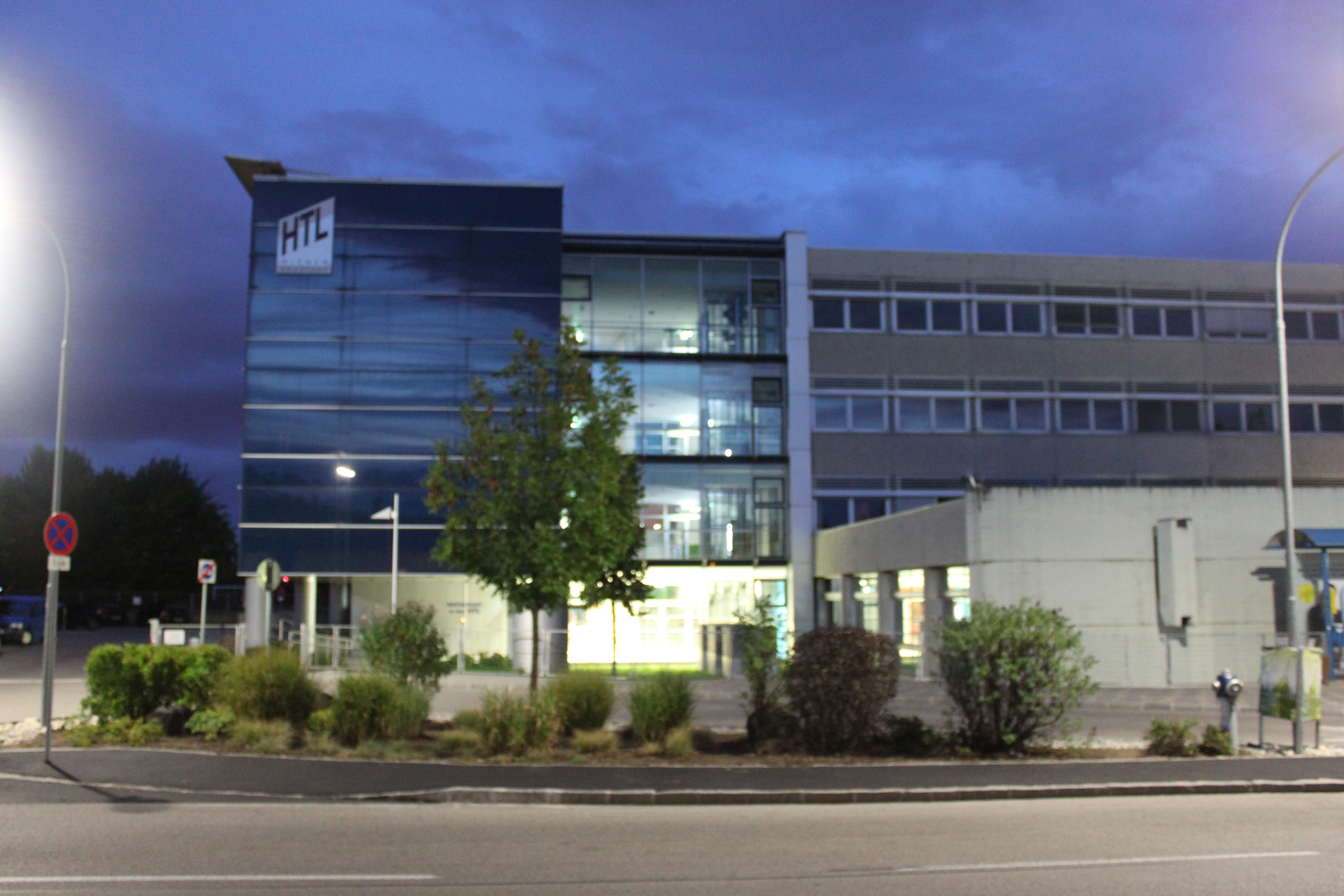
HTL Wiener Neustadt

Die Höhere Technische Bundeslehr- und Versuchsanstalt Wiener Neustadt ist eine berufsbildende höhere Schule des Bundes in Wiener Neustadt. Angegliedert ist die staatliche Versuchsanstalt für Bautechnik Wiener Neustadt (daher die Bezeichnung HTBLuVA).

## Beschreibung
Die HTL Wiener Neustadt ist nach der HTBLuVA Mödling, der größten HTL Österreichs, die zweitgrößte berufsbildende Schule Niederösterreichs für Bauwesen (daneben gibt es noch die HTL Krems), und mit der HTBLuVA St. Pölten, HTL Hollabrunn und HTBLuVA Waidhofen/Ybbs eine derer für Maschinen- und Elektroingenieurswesen. Im Jahr 2020 wurden 56 Klassen mit etwa 1.300 Schülern von 135 Lehrern unterrichtet.

### Aufbau und Gliederung
Die Höhere Abteilung umfasst die Fachrichtungen Maschinenbau (mit dem Ausbildungsschwerpunkt Automatisierungstechnik), Bautechnik, Elektrotechnik und Informatik. Daneben gibt es eine Fachschule für Elektrotechnik sowie das Tageskolleg mit dem Schwerpunkt Energietechnik, Umwelt und Nachhaltigkeit. Die Höhere Lehranstalt für Berufstätige sowie die Kollegs für Berufstätige haben die Fachrichtungen Bautechnik (Ausbildungsschwerpunkt Hochbau), Elektrotechnik (Ausbildungsschwerpunkt Informationstechnik bzw.  Energietechnik und industrielle Elektronik) sowie Maschineningenieurwesen (Ausbildungsschwerpunkt Automatisierungstechnik).
Höhere Abteilung
- - Höhere Lehranstalt: Regelschule 5-jährig mit Matura (Berufsbildende Höhere Schule/BHS)
  - Höhere Lehranstalt für Berufstätige: berufsbegleitende/weiterbildende Schule mit Matura
- Fachschule: Regelschule 4-jährig mit Berufsabschluss (Berufsbildende Mittlere Schule/BMS)
- Kolleg für Berufstätige: Postsekundäre Berufs-/Weiterbildung für AHS/BHS-Maturanten

Fachlicher Schwerpunkt/Ausbildungsschwerpunkt: Bildungsangebot der technischen, gewerblichen und kunstgewerblichen Schulen (etwa 15 Fachrichtungen/Berufszweige) oder schulautonom festzulegen

## Versuchsanstalt für Bautechnik
Die angegliederte Versuchsanstalt für Bautechnik Wiener Neustadt ist eine akkreditierte österreichische Versuchsanstalt (Institution des Normen- und Prüfwesens).
Sie ist Prüfstelle für Baustoffe der Gruppen Beton, Betonfertigteile (ÖNORM B 3303); Hohl- und Vollblocksteine (ÖNORM B 3206); Naturstein und anorganischen Baustoffe (ÖNORM B 3126-2); Estrichmörtel und -massen (DIN 18150-2); Schornsteine (DIN 18150-2).
Außerdem bietet sie zahlreiche Dienstleistungen (etwa Beton-Kernbohrungen, Bauphysikalische Prüfungen und Messungen (die derzeit keiner Norm unterliegen), bauliche Gutachten, Baustellenkontrollen und Beratung).

## Geschichte des Technikums in Wiener Neustadt

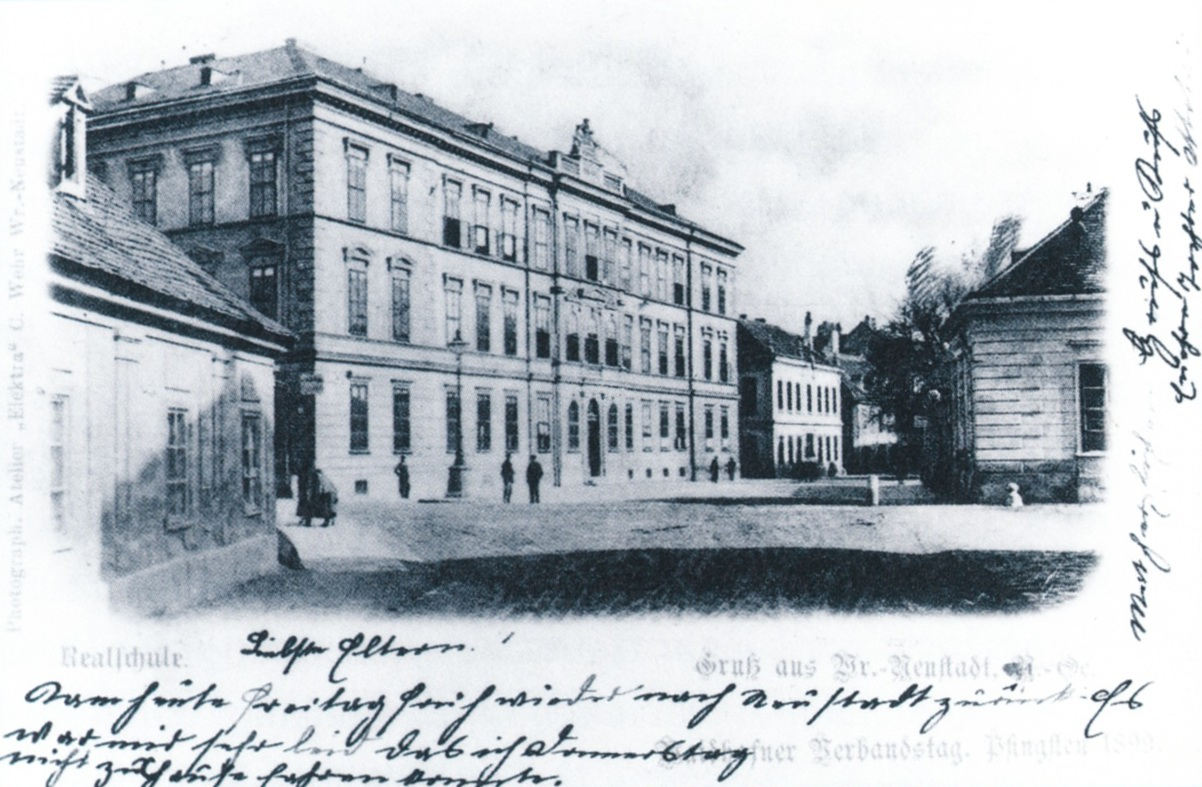
Das Realschulgebäude zur Zeit der Gründung

Die Gründung der Fachschule für Maschinenbau erfolgte 1873 mit nur vier Schülern und zwei Lehrern angeschlossen an der damaligen Realschule Wiener Neustadt und bezog 1874 mit der Realschule das neu errichtete Realschulgebäude am Babenbergerring. 1879 wurden die ersten Abgangsprüfungen abgehalten.

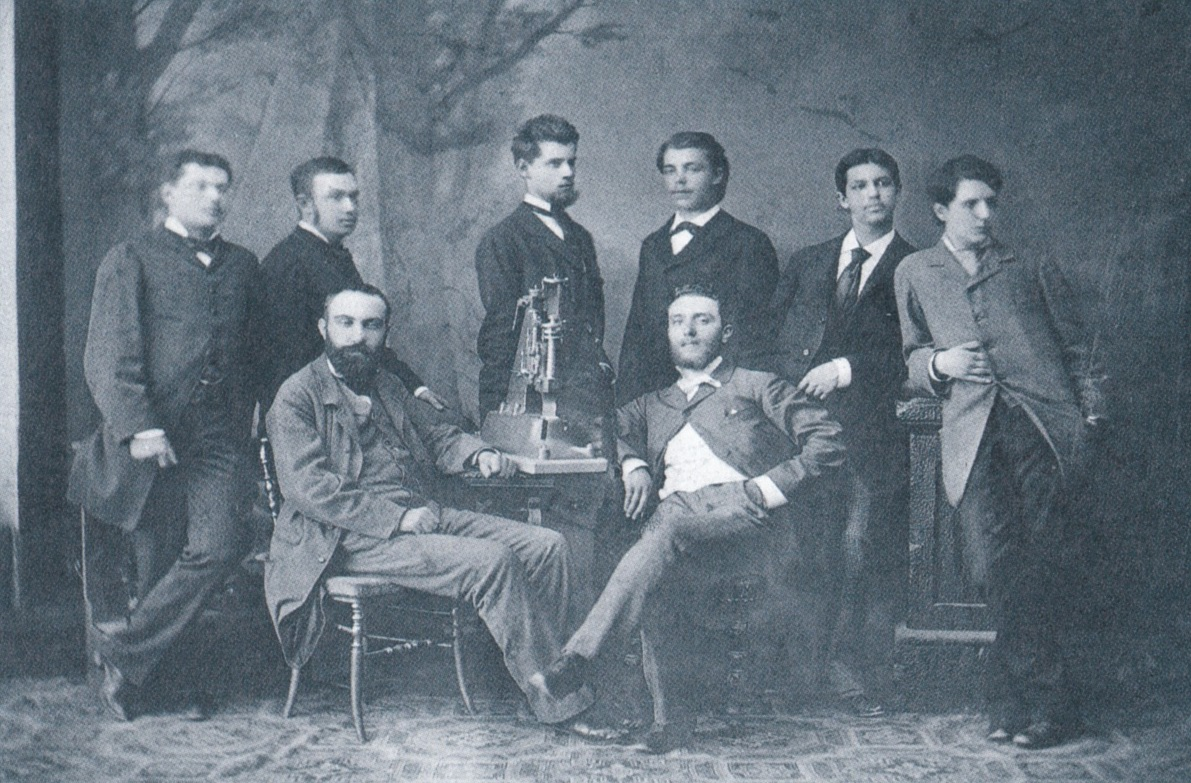
Erste Absolventen mit verpflichtender Abschlussprüfung (Schuljahr 1880/81)

Im Schuljahr 1889/1890 besuchten die Schule bereits 80 Schüler. Bemerkenswert ist der Einzugsbereich, den die Schule in dieser Zeit aufwies. Von den 80 Schülern kamen nur 12 aus der Stadt Wiener Neustadt selbst.
Herkunftsgebiete der Schüler:
| Ehzgt. Österreich unter der Enns | 47 |  |
| Ehzgt. Österreich ob der Enns    | 1  |  |
| Hzgt. Steiermark                 | 11 |  |
| Hzgt. Kärnten                    | 2  |  |
| Hzgt. Krain                      | 2  |  |
| Gft. Tirol                       | 1  |  |
| Küstenlande (Litorale)           | 1  |  |
| –––––                            |    |  |
| Deutsches Reich                  | 1  |  |

| Kgr. Böhmen                          | 1 |  |
| Mkgft. Mähren                        | 1 |  |
| Hzgt. Schlesien                      | 1 |  |
| Kgl. Ungar. Ldtl. Deutsch-Westungarn | 2 |  |
| Kgr. Kroatien                        | 3 |  |
| Fst. Siebenbürgen                    | 2 |  |
|                                      |   |  |
| –––––                                |   |  |
| Kgr. Italien                         | 1 |  |

Das Jahr 1922 war ein Schicksalsjahr der Schule. Wegen der prekären Finanzlage plante das Bundesministerium für Handel und Gewerbe die Einstellung der Schule. Es ist dem massiven Einsatz des damaligen Wiener Neustädter Bürgermeisters Anton Ofenböck zu verdanken, dass die Schule erhalten blieb. Ein Versprechen der Gemeinde war eine Errichtung von Lehrwerkstätten, mit deren Bau 1925 begonnen wurde und die 1927 erstmals benutzt werden konnten.
Als die damals Ingenieursschule genannte Schule 1941 endgültig von der Realschule getrennt wurde, bekam sie mit Ernst Kielhauser den ersten eigenen Direktor.
Während des Zweiten Weltkriegs konnte der Unterricht in den ersten Kriegsjahren fast ungestört weitergeführt werden. Zu wichtig war die Ausbildung von Technikern den Machthabern. Infolge der zahlreichen Luftangriffe auf Wiener Neustadt wurde die Schule dann im Dezember 1944 geschlossen, zu einer Zeit, als die meisten anderen Schulen schon lange aus der Stadt evakuiert worden waren.
Bereits am 17. September 1945 begann wieder der Unterricht. Acht Lehrer unterrichteten unter schwierigsten Bedingungen insgesamt 129 Schüler in vier Klassen. Das Schulgebäude hatte unter den Bombenangriffen schwer gelitten und die Werkstätten und Labors waren praktisch unbrauchbar, nachdem die sowjetischen Truppen sämtliche Maschinen und Werkzeuge geraubt hatten.
Die folgenden Jahrzehnte waren vor allem durch eine kontinuierliche Erweiterung der angebotenen Ausbildungsschwerpunkte gekennzeichnet. Im Jahr 1946 wurde das Ischler Programm umgesetzt und die bis dahin vierjährige Abteilung in eine fünfjährige Höhere Abteilung für Maschinenbau umgewandelt. Zusätzlich wurde eine dreijährige Fachschule für Maschinenbau eröffnet. 1947 folgte die Eröffnung einer dreijährigen Baufachschule der 1960 eine fünfjährige Höhere Abteilung für Hochbau angeschlossen wurde. Ab 1965 wurden die Fachschulen auf ihre jetzige vierjährige Form umgestellt. Im Hinblick auf das neue größere Schulgebäude, das gerade in Bau war, wurde 1972 das Bildungsangebot um eine Höhere Abteilung und eine Fachschule für Elektrotechnik erweitert. Die HTL für Berufstätige, Fachrichtung Maschinenbau in Form einer Abendschule startete ebenfalls in diesem Jahr. Im folgenden Jahr wurde die HTL für Berufstätige um die Fachrichtungen Hochbau und Elektrotechnik erweitert. Die Abendschule für Hochbau musste 1981 aufgrund mangelnder Nachfrage wieder eingestellt werden, dafür wurde aber von 1981 bis 1983 ein Speziallehrgang Elektronische Datenverarbeitung und angewandte Mikroelektronik angeboten.
Eine große Aufwertung erfuhr die Schule im Jahr 1984 mit der Errichtung einer autorisierten Versuchsanstalt für Bautechnik, Fachgebiet Baustoffe, Fachbereich Mineralische Baustoffe. Der Errichtung waren intensive Bemühungen der Stadtgemeinde Wiener Neustadt vorangegangen.
Mit dem Schuljahr 1987/88 startete mit der Höheren Abteilung für Elektronische Datenverarbeitung und Organisation das vierte und bisher letzte Standbein der ehemaligen Maschinenbauschule. Gleichzeitig wurde die Höhere Abteilung für Maschinenbau in eine Höhere Abteilung für Maschinenbau, Ausbildungszweig Automatisierungstechnik umgewandelt. Die meisten höheren Abteilungen (außer Hochbau) wurden nun zweizügig geführt, dafür liefen aber die Fachschulen für Maschinenbau und Hochbau mit dem Schuljahr 1989/90 aus.

### Langwierige Namensfindung
Im Laufe der Jahre wurde die Schule mehrfach umbenannt. Im Jahr 1895 wurde die Niederösterreichischen Landesgewerbeschule in Höhere Gewerbeschule mechanisch-technischer Richtung umbenannt. Die nächsten Umbenennungen erfolgen in 1921 in Bundeslehranstalt für Maschinenbau und 1936 in Höhere Bundesgewerbeschule. 1941 kam mit Staatliche Ingenieurschule der nächste neue Name. Beinahe den endgültigen Namen erhielt die Schule in 1963 als Höhere technische Bundeslehranstalt Wiener Neustadt. Den heute noch gültigen Namen Höhere technische Bundes-Lehr- und Versuchsanstalt Wiener Neustadt erhielt die Schule, als 1984 die Versuchsanstalt errichtet wurde.

### Ständiges Wachstum, Raumnot und Provisorien

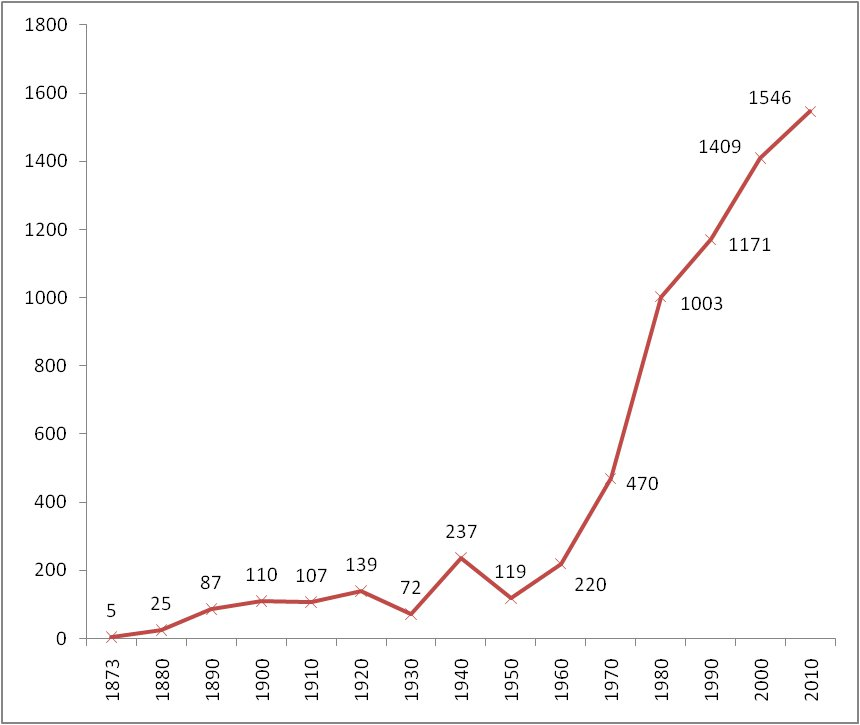
Die Entwicklung der Schülerzahlen von 1873 bis 2010

Die Geschichte der Schule ist von einer ständig steigenden Schülerzahl gekennzeichnet. Damit einhergehend kam es immer wieder zu Platzproblemen. Die Räumlichkeiten der Realschule am Babenbergerring, an die die HTL nach ihrer Gründung angeschlossen war, war vor allem auf Grund des fehlenden Platzes der für den praktischen Unterricht notwendigen Maschinen bald nicht mehr ausreichend. Dieses Problem war bisher durch praktisches Arbeiten in Fabriken der Umgebung behoben worden. In den Jahren 1925 bis 1927 wurde deshalb mit Unterstützung der Stadtgemeinde eine eigene Lehrwerkstätte errichtet.

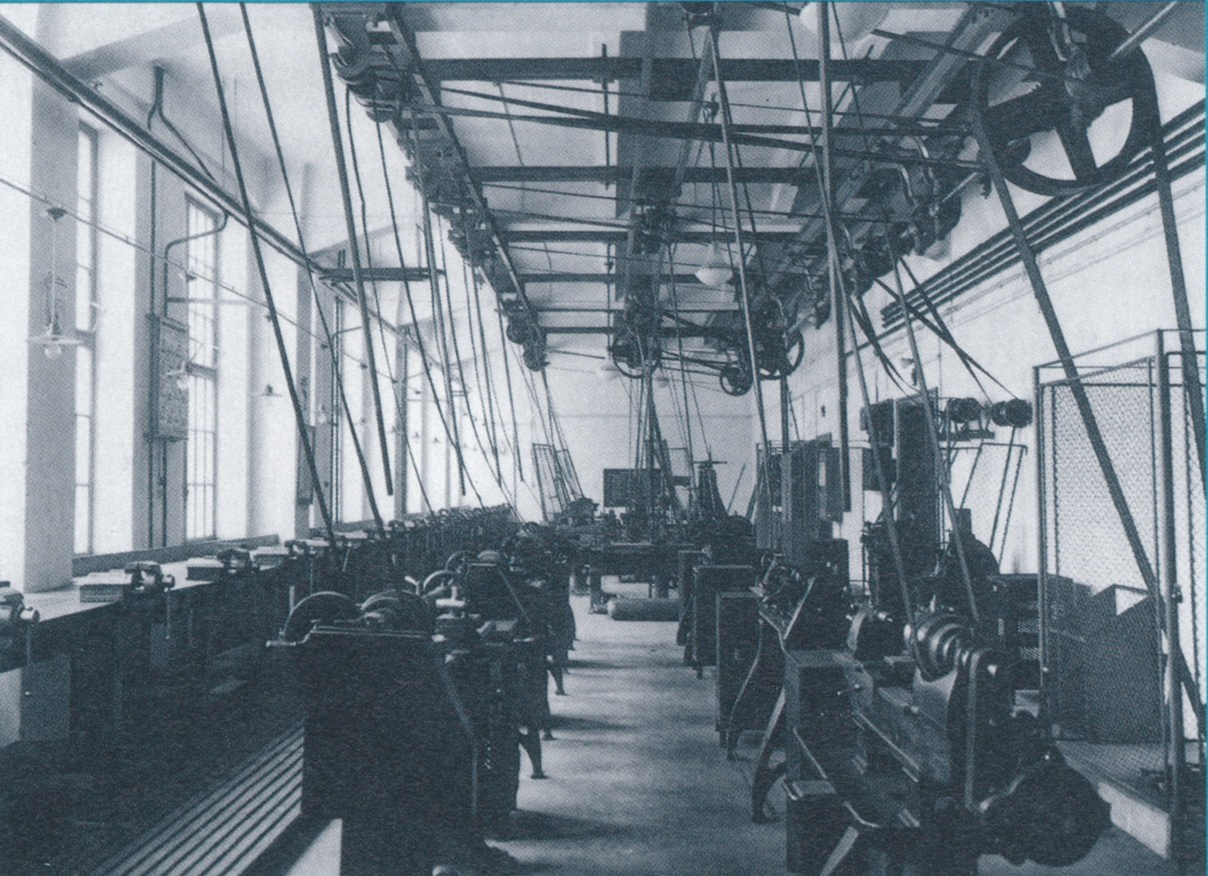
Die Lehrwerkstätten im Jahr 1929

Als 1947 eine Baufachschule angeschlossen wurde, wurde das anfängliche Fehlen eines Bauhofs damit kompensiert, dass die Schüler beim Bau des Gemeindehauses eingesetzt wurden. Als jedoch 1960 auch noch eine Höhere Abteilung für Hochbau dazu kam, eskalierte das Raumproblem. Als Ausweichquartiere war der Bauhof im Keller des Gymnasiums untergebracht, Teile der Lehrwerkstätte im Keller des Realgymnasiums, das Betriebslabor in einem Gebäude der Feuerwehr (dessen Abbruch bereits genehmigt war) und einige Klassen im Gebäude der Handelsakademie. Turnsaal und Sportplatz wurden von der Turn- und Sportunion angemietet.
Ab 1967 kamen weitere Provisorien hinzu. Am Babenbergerring 5a wurde der VÖEST-Pavillon (auch Stahlbau genannt) bezogen, in ihm kamen sechs Klassen unter. Im nächsten Jahr wurde eine ehemalige Krautfabrik als Bauhof adaptiert und wieder ein Jahr später der Stahlbau um einen Südbau-Pavillon erweitert, in dem weitere sechs Klassen unterkamen.
Eine kurzfristige Verbesserung brachte der Bau eines neuen Schulgebäudes, der nach fünfjähriger Bauzeit 1974 abgeschlossen war (Dr.-Eckener-Gasse 2). Die Schule bot nun Platz für 27 Klassen mit den dazugehörenden Sonderunterrichtsräumen, Werkstätten und Laboratorien. 1978 wurde noch zusätzlich eine Sporthalle in Betrieb genommen. Kurz nachdem 1987 die neue Abteilung Elektronische Datenverarbeitung und Organisation (EDVO) hinzukam, war jedoch bereits wieder zu wenig Platz. In dem Schulgebäude, das für 27 Klassen gebaut war, hätten in der Tagesschule 39 bis 44 Klassen Platz finden müssen. Da das Provisorium am Babenbergerring noch existierte, zog die Abteilung EDVO als Expositur ins Stahlhaus bis zur Fertigstellung des Zubaus im Jahr 2001 nach 2-jähriger Bauzeit, wodurch 20 weitere Klassen eine Infothek, EDV-Laboratorien und ein neuer Restaurantbereich hinzu kamen.
Während all dieser Zeit wurden – um das Platzproblem zu umgehen – immer wieder so genannte Wanderklassen gebildet. Diese Klassen hatten keinen festen Unterrichtsraum, sondern benutzten die Räume, die frei waren, wenn andere Klassen Werkstätten-Unterricht hatten, da dieser Unterricht in den Werkstätten und nicht in den Klassen stattfand. Dadurch wanderten diese Klassen jeden Tag in einen anderen Klassenraum.

## Lehrkörper und Schulleitung

### Direktoren
| Name               | von                                    | bis  |
| ------------------ | -------------------------------------- | ---- |
| Heinrich Schramm   | 1873 (ab 1868 Direktor der Realschule) | 1874 |
| Andreas Pöschko    |                                        |      |
| Robert Kirchberger |                                        |      |
| Anton Nagele       |                                        |      |
| Martin Spiegel     |                                        |      |
| Karl Prokopp       |                                        |      |
| Adalbert Irsigler  |                                        |      |
| Franz Pieschel     |                                        |      |
| Adolf Silberbauer  |                                        |      |
| Hans Keller        |                                        |      |
| Alfred Lipp        |                                        |      |

| Name                                                  | von  | bis   |
| ----------------------------------------------------- | ---- | ----- |
| Ernst Kielhauser                                      | 1941 | 1946  |
| Karl Horak (provisorisch)                             | 1945 | 1946  |
| Nikolaus Eichlehner (ins BMfU berufen)                | 1946 | 1949  |
| Karl Horak (provisorisch)                             | 1949 | 1953  |
| Bernhard Schmeiser (am 24. September 1958 verstorben) | 1954 | 1958  |
| Karl Horak (provisorisch)                             | 1958 | 1959  |
| Heinrich Eckl (seit 1970 erkrankt)                    | 1959 | 1971  |
| Wilhelm Popp (provisorisch bis 1972)                  | 1970 | 1990  |
| Leopold Ramharter                                     | 1990 | 1991  |
| Hans Maschl                                           | 1991 | 1992  |
| Karl Tkalcsics (provisorisch)                         | 1992 | 1992  |
| Herbert Schwarzer                                     | 1993 | 2005  |
| Hermann Wohlfart (provisorisch)                       | 2005 | 2006  |
| Wolfgang Voltmann (provisorisch)                      | 2006 | 2007  |
| Kurt Hillebrand (provisorisch)                        | 2007 | 2012  |
| Ute Hammel                                            | 2012 | 2021  |
| Martin Lang                                           | 2021 | heute |

### Abteilungsleiter
| Name                | von  | bis   |
| ------------------- | ---- | ----- |
| Wilhelm Habenicht   | 1933 | 1944  |
| Bernhard Schmeiser  | 1945 | 1953  |
| Karl Horak          | 1954 | 1961  |
| Heinrich Mossig     | 1961 | 1984  |
| Hermann Wohlfart    | 1984 | 2010  |
| Johannes Bierbaumer | 2010 | 2017  |
| Kurt Wagner         | 2017 | 2023  |
| Horst Eisinger      | 2023 | Heute |

| Name                  | von  | bis   |
| --------------------- | ---- | ----- |
| Josef Patzelt         | 1967 | 1987  |
| Klaus Ruzicka         | 1988 | 1999  |
| Karl Johann Opferkuch | 2000 | 2018  |
| Martin Lang           | 2018 | 2021  |
| Josef Schneider       | 2021 | heute |

| Name                                   | von  | bis   |
| -------------------------------------- | ---- | ----- |
| Leopold Ramharter                      | 1977 | 1979  |
| Anton Wollenek                         | 1979 | 1984  |
| Hans Maschl                            | 1985 | 1993  |
| Karl Tkalcsics (provisorischer Leiter) | 1993 | 1994  |
| Helmuth Bleyer                         | 1994 | 2010  |
| Bernhard Sachernegg                    | 2010 | 2018  |
| Karl Filz                              | 2018 | heute |

| Name                                        | von  | bis   |
| ------------------------------------------- | ---- | ----- |
| Hermann Wohlfart (der Abt. M angeschlossen) | 1987 | 1989  |
| Kurt Hillebrand                             | 1993 | 2007  |
| Felix Schwab (provisorischer Leiter)        | 2007 | 2012  |
| Kurt Hillebrand                             | 2012 | 2014  |
| Felix Schwab (provisorischer Leiter)        | 2014 | 2021  |
| Nadja Trauner                               | 2021 | heute |

## Sonstiges
Im Jahr 2017 erreichten Schüler bei der Robotik-WM in Oklahoma gegen 360 andere Teams den Weltmeistertitel mit ihrem Roboter, der innerhalb von drei Minuten bestimmte Aufgaben bewältigen musste. Daneben erhielten sie den Sonderpreis in „Konstruktion und intelligente Programmierung“. Auch 2018 gelang ihnen dieser Erfolg, wo sie beim internationalen Robotik-Wettbewerb Botball in Indian Wells Weltmeister in der Kategorie der Flugdrohnen wurden.
Im Jahr 2019 konnten die Schüler diesen Titel verteidigen. Ein zweites Team wurde im Bewerb Botball Vizeweltmeister.

## Persönlichkeiten
- Hubert Mara, Professor für Informatik im Bereich Archäoinformatik